# Contraposição (lógica tradicional)
Na lógica tradicional, a contraposição é uma forma de inferência imediata, na qual a partir de uma dada proposição outra é inferida, tendo por sujeito o contraditório do predicado original, e em alguns casos, envolvendo uma mudança de qualidade (afirmação ou negação). Para a sua expressão simbólica na lógica moderna consulte a regra de transposição. Contraposição também tem aplicações distintas na sua  aplicação filosófica diferente de outras inferências tradicionais o processos de conversão e obversão, onde a ambiguidade varia de acordo com diferentes tipos de proposição.

## Lógica tradicional
Na lógica tradicional, o processo de contraposição é um esquema composto de várias etapas de inferência envolvendo proposições categóricas e classes. Uma proposição categórica contém um sujeito e predicado, onde existencial impacto da cópula implica que a proposição está se referindo a uma classe, com pelo menos um membro, que em contraste com a condicional de forma hipotética ou sob forma de  implicação material, que são compostos de outras proposições, por exemplo, Se P, então Q, onde P e Q são ambas as proposições, e seu impacto existencial está dependendo de outras proposições, onde na quantificação existência é instanciado (instanciação existencial).
Conversão por contraposição se caracteriza na permutação simultânea e negação do sujeito e do predicado, sendo válido apenas para proposições da lógica Aristotélica  do tipo "A" e tipo "S", com considerações sobre a validade de um "E" tipo de proposição com limitações e alterações na quantidade. Esta é considerada uma contraposição completa, uma vez que no processo de contraposição a inversa pode ser obtida em todos os quatro tipos tradicionais de proposições, gerando proposições com o contraditório do predicado original, a contraposição é obtido através da conversão do obvertido da proposição original. Assim, a contraposição parcial pode ser obtida condicionalmente em uma proposição do tipo "E" com uma alteração na quantidade. Porque nada é dito na definição de contraposição com relação ao predicado da proposição inferida, que pode ser o sujeito original, ou contraditório, resultando em duas contraposições que são obvertidas uma da outra nos tipos de proposições "A", "S", e "E".
Por exemplo: a partir de uma proposição categórica original, do tipo 'A',
Todos os residentes são eleitores,
pressupõe-se que todas as classes têm membros e existencial de importação presumido na forma de proposições categóricas, pode-se derivar primeiro por obversion 'E' tipo de proposição,
Não residentes não são eleitores.
A contraposição da proposição original é derivada da conversão para o outro tipo de proposição 'E',
Nenhum não eleitor é residente.

O processo é concluído resultando em uma proposição do tipo 'A' que é a contra positiva obvertida da proposição original,
Todos os não eleitores são não residentes.
O esquema de contraposição:
| Proposição Original | Obversão                | Contraposição | Contraposição Obvertida |                            |
| ------------------- | ----------------------- | ------------- | ----------------------- | -------------------------- |
| (A) Todo S é P      | (E) Nenhum S é não-P    | ↔             | (E) Nenhum não-P é S    | (A) Todos os não-P é não-S |
| (E) Nenhum S é P    | (A) Todo S é não-P      | Nenhum        | Nenhum                  |                            |
| (I) Algum S é P     | (O) Algum S não é não-P | Nenhum        | Nenhum                  |                            |
| (O) Algum S não é P | (I) Algum S não é P     | ↔             | (I) Alguns não-P é S    | (O) Algumas não-P é não-S  |

Observe que a contraposição é uma forma válida de obter uma inferência imediata somente quando aplicada a proposições do tipo "A" e "S". Não é válida para proposições do tipo "I", onde o obverso é uma proposição do tipo "O" que não tem recriproca. A contraposição de uma proposição do tipo "E" só é válida com limitações (per accidens). Isso é porque o obverso de uma proposição do tipo "E" proposição é uma proposição do tipo "A" que não pode ser convertida com total validade, exceto pela limitação, isto é, a contraposição além de uma alteração na quantidade da proposição do universal para o particular.
Além disso, observe que a contraposição é um método de inferência que pode exigir o uso de outras regras de inferência. Uma proposição contrapositiva é o produto do método de contraposição, com diferentes resultados, dependendo se a contraposição é total ou parcial. As sucessivas aplicações de conversão e obversão dentro do processo de contraposição pode ser dada por uma variedade de nomes.
O processo de equivalência lógica de um enunciado e seu contrapositivo, como definido na lógica clássica tradicional, não é um dos axiomas da lógica proposicional. Na lógica tradicional, há mais de um contrapositivo inferido de cada sentença original. Em relação à proposição "A" isso é contornado no simbolismo da lógica moderna pela regra da transposição, ou pela lei da contraposição. Em seu uso técnico no campo da lógica filosófica, o termo "contraposição" pode ser limitado por lógicos (por exemplo, Irving Copi, Susan Stebbing) à lógica tradicional e às proposições categóricas. Neste sentido, o uso do termo "contraposição" é geralmente referido por "transposição" quando aplicado a proposições hipotéticas ou implicações materiais.